# Pontfaverger-Moronvilliers
 Pontfaverger-Moronvilliers  es una población y comuna francesa, en la región de Champaña-Ardenas, departamento de Marne, en el distrito de Reims y cantón de Beine-Nauroy.
Pontfaverger -también escrito Pont-Faverger- recibió tras la Primera Guerra Mundial el territorio y el nombre de su vecina Moronvilliers, totalmente destruida en el conflicto.

## Demografía
| 1221 | 1374 | 1437 | 1390 | 1397 | 1376 |
| Para los censos de 1962 a 1999 la población legal corresponde a la población sin duplicidades (Fuente: INSEE [Consultar]) |      |      |      |      |      |

## Hijos ilustres
- Catherine Hessling, actriz y modelo, casada con Jean Renoir